# Ziua în care s-a sfârșit lumea

Day the World Ended este un film SF american din 1955 regizat de Roger Corman pentru American Releasing Corporation. În rolurile principale joacă actorii Richard Denning, Lori Nelson, Paul Birch, Touch Connors.

## Prezentare
Într-o lume post-apocaliptică, după un război atomic, șapte persoane disparate se află într-o vale protejată în casa unui supraviețuitor și a frumoasei sale fiice.

## Actori
- Richard Denning este Rick
- Lori Nelson este Louise Maddison
- Adele Jergens este Ruby
- Mike Connors este Tony Lamont (ca Touch Connors)
- Paul Birch este Jim Maddison
- Raymond Hatton este Pete
- Paul Dubov este Radek
- Jonathan Haze este Contaminated Man
- Paul Blaisdell este Mutant
- Roger Corman este Nelson, Louise's Fiancee in Framed Photograph (nemenționat)
- Chet Huntley este Narrator (voce) (nemenționat)